# St. Ulrich (Blainthal)

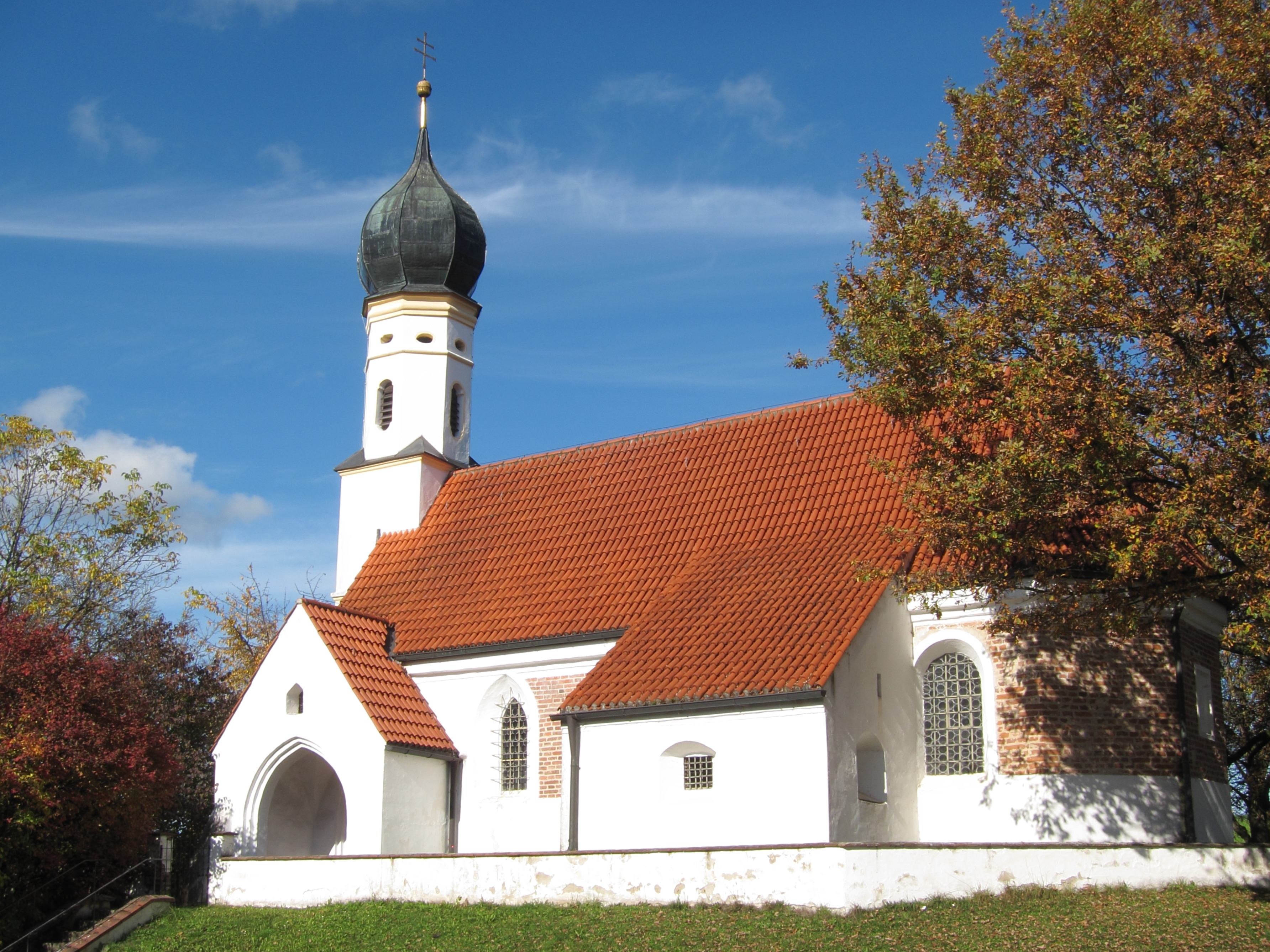
St. Ulrich in Blainthal

Blick in den Chor

Die römisch-katholische Filialkirche St. Ulrich ist ein spätgotisches Baudenkmal in Blainthal bei Taufkirchen an der Vils.

## Geschichte
Die Filialkirche der Pfarrei Mariä Geburt (Unterhofkirchen) in Blainthal wurde im Jahre 1373 das erste Mal urkundlich erwähnt. Der Weiler hieß damals Daxmating und später Blumthal. Der heutige Kirchenbau stammt aus der Zeit um 1500 und ist weitgehend erhalten. 1670 wurden neben dem Neubau des Zwiebeltürmchens und des Vorbaus durch den Erdinger Maurermeister Hans Kogler auch die Seitenaltäre ausgebessert und Baureparaturen durchgeführt. Das Chorgestühl ist von 1679. Ein Seitenaltar wurde 1750 vom Erdinger Schreiner Martin Kirscher aufgestellt, welcher von Johann Michael Rieder, ebenfalls aus Erding, gefasst wurde. Die Schnitzarbeiten waren von Johann Michael Hierndle. 1753 wurde eine Kanzel errichtet, die vom Buchbacher Joseph Doni Mezole bemalt wurde. Sowohl der Seitenaltar als auch die Kanzel sind nicht mehr erhalten. Der ursprüngliche Kirchenpatron war vermutlich der heilige Martin, welcher heute Nebenpatron ist. Seit dem 17. Jahrhundert ist der heilige Ulrich Patron der Kirche, heute neben dem heiligen Korbinian.

## Baubeschreibung

Das freskengeschmückte Langhausgewölbe

Bei der Kirche handelt es sich um einen spätgotischen Backsteinbau um 1500. Der Westturm ist mit einer Zwiebelhaube versehen. Der Turm und das Vorhäuschen stammen aus dem Jahre 1670, in dem auch die Fenster abgerundet wurden.

## Ausstattung

Kruzifix mit Wandfresken der Ulrichslegende

Die inzwischen wieder freigelegten Fresken mit Darstellung von Szenen aus dem Leben des heiligen Ulrich stammen aus dem Jahr 1732 und wurden auf Veranlassung des Pfarrers Johann Georg Kirmair vermutlich vom Wartenberger Maler Franz Aiglstorffer erstellt. Der Hochaltar von 1754 gilt als „ländliches Meisterwerk der Rokokozeit“. Das Gemälde zeigt den heiligen Ulrich; im Auszug ist der heilige Martin dargestellt. An den Seiten stehen Figuren der Heiligen Nikolaus und Korbinian. Der Sakristeischrank von 1615 gilt als der älteste im Landkreis.